# Владивостоцька Українська Окружна Рада
Владивостоцька Українська Окружна Рада — територіальний орган національного самоврядування українського населення на Приморщині в 1918–1922 роках.

## Діяльність Ради
Владивостоцька Українська Окружна Рада була створена у березні 1918 року. Рада періодично організовувала свої сесії. Перша сесія відбулася 12 (25) квітня 1918 року, а п'ята — наприкінці травня 1919 року, голова П'ятої сесії — А. Печінко, писар — С. Прант. 
В ніч з 25 на 26 листопада 1922 року члени Ради були заарештовані радянським режимом. 1924 року деякі з них проходили як обвинувачені на Читинському процесі.

## Структура Ради
Діяльність Ради охоплювала територію міста Владивосток та Ольгинського повіту Приморської області. Об'єднувала українські організації: 
- Владивостоцьку організацію УСДРП;
- Владивостоцьку організацію УПСР;
- Владивостоцьке українське товариство «Просвіта»;
- Український театральний гурток;
- Клуб «Владивостоцька Українська Хата»;
- Українську колонію міста Владивосток;
- Українську спілку поштово-телеграфних службовців Владивостоку);
- Українську громаду в селі Кневичі;
- Українську громаду Новокиївськ;
- Українську громаду Посьєт;
- Культурно-просвітницький гурток «Джерело» в селі Володимиро-Олександрівськ.

## Склад Ради
Члени Виконавчого комітету Ради (від травня 1919 року): 
- Юрій Глушко-Мова (голова Ради в 1918—1919 р.);
- Дмитро Кисільов (голова Ради в 1919—1922 р);
- А. Печінко (заступник голови Ради);
- В. Школа (скарбник та представник від Української колонії Владивостоку та Українського драматичного гуртка);
- В. Ткалич (писар);
- С. Журавель (писар, 1919);
- С. Прант (писар, 1920—1921).
- М. Капленко (член Ради та представник від товариства «Просвіта»),
- М. Соловей (член Ради);
- О. Судич (член Ради та представник від Української спілки поштово-телеграфних працівників Владивостоку);
- І. Тонконоженко (член Ради).

Склад Ради у 1920–1922 роках:
- Д. Кисільов;
- А. Печінко;
- В. Школа;
- В. Ткалич;
- С. Прант;
- Г. Кислиця;
- В. Потієнко;
- М. Соловей;
- Олекса Очеретяний;
- Сухорада;
- I. Тонконоженко;
- М. Капленко;
- О. Макаренко;
- В. Жук;